# 丹野セツ

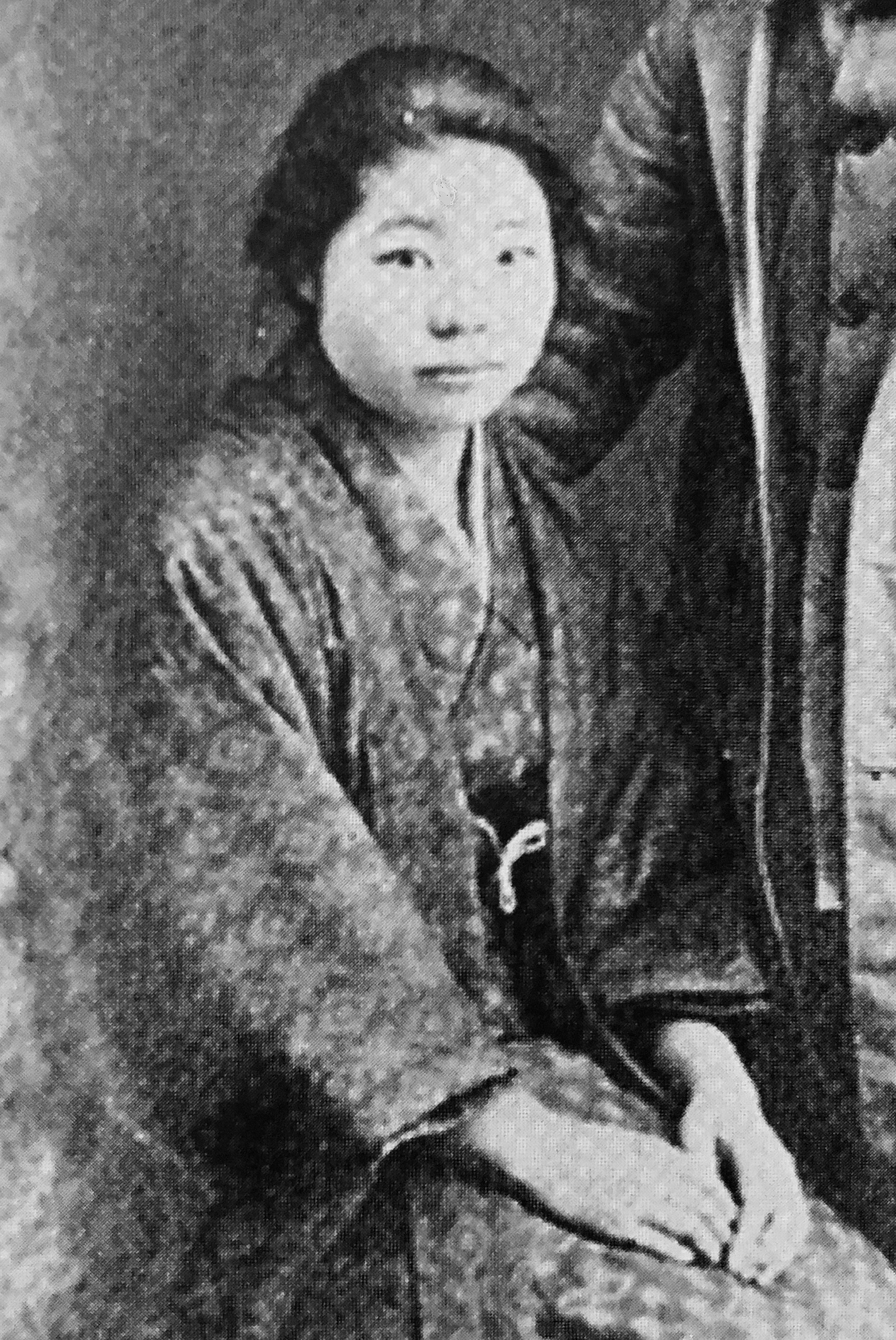
丹野セツ（1924年頃）

丹野 セツ（たんの せつ、1902年11月3日 ‐ 1987年5月29日）は、日本の社会運動家。日本共産党婦人部長。渡辺政之輔の妻。

## 経歴
福島県生まれ。日立鉱山の長屋に育ち、小学校卒業後日立本山病院（現日鉱記念病院）に見習看護婦として勤務。
労働者解放思想に目覚め、1921年以来3回家出をして上京。暁民会、赤瀾会に参加。渡辺政之輔らの組織した南葛労働協会に加わる。1923年の亀戸事件で危うく死を免れ、東洋モスリン女工となる。1924年渡辺と結婚。日清紡亀戸工場の女工となり、渡辺とともに日本労働組合評議会に加盟して労働者の解放をめざした。
1926年日本共産党再建の際入党、党婦人部長を務める。1927年関東婦人同盟に加入、常任委員。1928年8月非合法活動中に検挙され、1932年懲役7年の判決を受ける。非転向を貫き、1938年宮城刑務所を満期出獄。中国への脱出を試みたが失敗し、保健婦の資格を取得し工場勤務。
戦後日本共産党再建に際してはこれに参加するが、1955年に除名処分。1956年東京都葛飾区に四ツ木診療所を開設し、労働者の医療活動につくした。のち四ツ木病院理事

## 関連文献
- 『丹野セツ : 革命運動に生きる』（丹野セツ 述、山代巴・牧瀬菊枝 編）勁草書房、1969年。
- 山内みな・福永操・鍋山歌子・丹野セツ・大竹一燈子・鈴木裕子 (1983年2月). “座談会 労働運動のなかの先駆的女性たち”. 運動史研究 (三一書房) 11号.
- 笠原和夫「実録・共産党（未映画化シナリオ）」、『映画芸術』2003年春号 第403号「特集 笠原和夫と深作欣二 残侠の譜」、および、『en-taxi』扶桑社 2005年秋号 11号 別冊付録　2005年9月25日発行、に収載